# Вона приїхала з Маріуполя

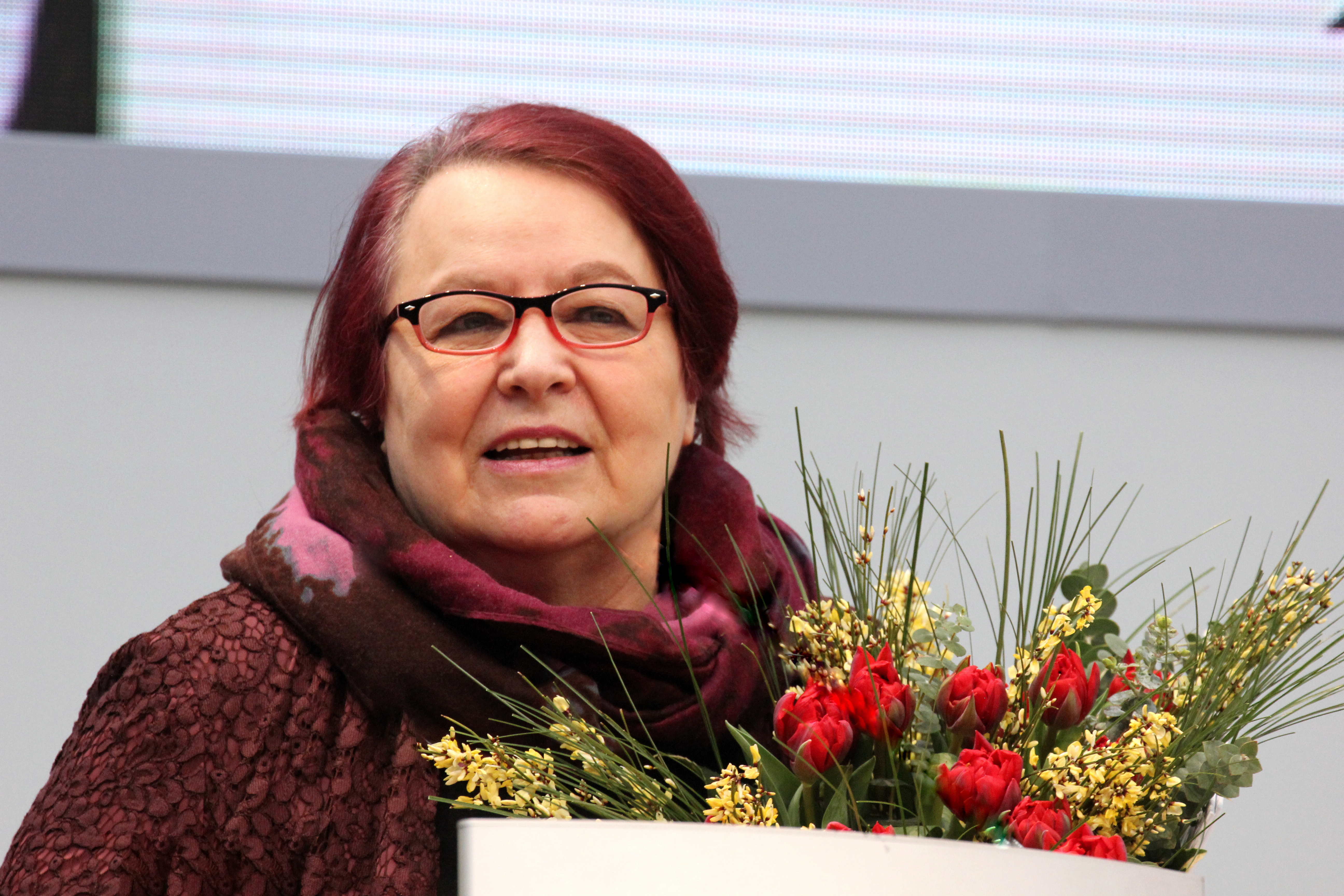
Наташа Водін на Лейпцизькому книжковому ярмарку 2017

Вона приїхала з Маріуполя — художній твір німецької письменниці Наташі Водін 2017 року . У ньому вона реалізує своє давнє бажання знайти витоки походження своєї матері, яка померла молодою. Своїми пошуками слідів вона також проливає світло на ще мало розвинену літературну територію примусових робітників, яких нацистська Німеччина завербувала мільйони разів під час завойовницької війни. Автобіографічний твір, який не може бути чітко віднесений до жодного з жанрів, отримав кілька нагород, у тому числі і премію Лейпцизького книжкового ярмарку 2017 року. Успіх книги як у читачів, так і у критиків допоміг авторці пізнього літературного прориву та позбавив її страху перед можливою бідністю у старості.

## Зміст
Текст розділений на чотири частини, які не зовсім зв’язні ні за змістом, ні за формою. У першій і найдовшій оповідачка від першої особи – безпомилково сама майже 70-річна авторка – наближається до своєї теми: вона хоче знову і знову відстежувати походження своєї матері. Їй самій було десять років, коли її мати покінчила життя самогубством, і вона знала про неї лише те, що вона потрапила до Німеччини з Маріуполя в Україні . Лише пізніше вона дізналася, що їх із чоловіком завербували на примусові роботи . Не було корисної інформації про членів сім’ї, тому вона завжди почувалася «безрідною людиною». Відповідно, її очікування розвіялися, коли влітку 2013 року вона ввела ім’я матері в російському Інтернеті. Але цього разу є слід, який завжди відкриває щось нове . . . Завдяки активній допомозі російського хобі- генеалога її раніше майже повністю неописаний родовід за кілька тижнів переростає в генеалогічне древо, яке також є багатим у переносному сенсі, знатних і вищих класів предків з італійським і балтійським німецьким корінням, розширеним сім'я з кількома видатними представниками, авантюрними резюме, явно або насправді має протилежні почуття. Як це поєднується з образом її матері Євгенії, який вона мала в дитинстві – покірною, боязкою, замкнутою жінкою?
Друга частина дає непряму відповідь на це. Це белетризована версія щоденника, написаного в похилому віці сестрою Євгенії Лідією, на дев'ять років старшою за неї, оглядаючись на її молодість у 1920-30-ті роки. Як єдиний портрет Лідії він показує надзвичайно мужню, життєздатну жінку, яка, як і її батько, мусить пережити таборне ув'язнення; як сучасний документ він свідчить про свавілля та насильство громадянської війни та сталінізму . У розпал цієї смути 1920 року народилася Євгенія; Таким чином, їхній формуючий життєвий досвід — це втрата, відсутність, приниження та постійна незахищеність. Це може призвести до дій, які можна витлумачити як втечу в оманливу безпеку: її працевлаштування в бюро праці німецької окупаційної влади в Маріуполі, її шлюб з чоловіком на 20 років старшим за неї, з яким вона, можливо, не має нічого спільного. ніж любов до співу і ненависть до нього Сталіна .
Третя частина починається і закінчується фактичною втечею подружжя від наступаючої Червоної армії, оскільки Євгенія змушена рахуватися зі звинуваченням у колабораціонізмі . Справжньою метою першого польоту, 1943/44, можливо, була Америка, яка прийняла ризик бути перехопленим німцями та відправленим на примусові роботи. Це справді сталося в поєднанні з найбільшою невдачею: ATG Leipzig є збройовою фабрикою і належить до ремонтної групи, сумно відомої особливо нелюдськими умовами праці та життя. Пара буде проживати окремо; Тільки ATG має 20 із загальної кількості близько 600 складів у більшій частині Лейпцига. Особливо шкодить і без того крихкому здоров'ю Євгенії 12-годинний робочий день на конвеєрі. Однак наприкінці війни їм пощастило: американець вписує в своїх паперах « Краків » як рідне місто чи то помилково, чи то з гуманізму, а оскільки українці, які до війни жили на території Польщі, можуть вільно репатріюватися, подружжю вдається втекти із Саксонії перед вторгненням Червоної Армії.
Через півроку, у грудні 1945 року, оповідач бачить світ. Її характер майже протилежний характеру її матері: міцна, уперта, вимоглива. Той факт, що вона також блондинка, спокушає Євгенію припустити, що вона знайдена від німецьких батьків, що ще більше розпалює таємне бажання дівчини «належати» до основного суспільства. Після п’яти років нелегального проживання в складі на території Нюрнберзької фабрики (за мовчазним потуранням власника) і ще двох років у таборі для переміщених осіб, сім’я отримує орендовану квартиру в житловому масиві на околиці Форхгайма ; тепер вони вважаються особами без громадянства з правом залишитися. Однак їх інтеграція не вдається, навіть у школі. Незважаючи на те, що дуже мотивована дівчина швидко вивчає німецьку мову, її однокласники знущаються ; навіть вчителі розпалюють ненависть до «росіян» як нібито винуватців війни; батьки, у свою чергу, блокують їхні спроби говорити вдома німецькою. Батько закликає Євгенію влаштуватися на роботу, але це їй не під силу. Її музична освіта – єдиний посаг, який вона отримала і передає. Як домогосподарка і мати двох дочок, вона часто перевантажена; Туга за домом і меланхолія бере гору. Тривала відсутність чоловіка – він цілий рік гастролює з козацьким хором на заробітки – остаточно збиває її з ніг; У свої 36 років вона робить те, що давно обіцяла, і «йде у воду».

## Форма
« Лаконізм » — найпоширеніший атрибут, який рецензенти використовують для опису стилю Водіна.   Для такої книги, як вона, це також «мабуть, єдина адекватна форма»;  зовні «начебто крутий» і «майже документальний», оповідь розгортається «лаконічної силою».   Однак це стосується лише в обмеженій мірі «дещо балакучої» першої частини, стверджує один із критиків, відзначаючи «різку зміну стилю» на початку другої , тоді як інший вважає, що Водіній вдалося поєднати «різні напрями дослідженнь, оповідань, спогадів та документації ». 
Вона родом з Маріуполя постала без жанрового визначення. Це сталося після рішення Водіна працювати зі справжніми іменами, на відміну від попередніх прозових творів. Проти переодягання як роману також виступало її деклароване бажання прагнути до максимально можливого ступеня реалізму.  Вона дотримується цього не в останню чергу в тих ключових моментах життя своєї матері, про які вона та читач, мабуть, найбільше хотіли роз’яснення, як-от питання, чи пішла вона добровільно на примусові роботи до Німеччини, чи була депортована ; тут Водін лише дає говорити наявному матеріалу, робить висновки та утримується від особистого зважування. Сігрід Леффлер класифікує It Came from Mariupol як «різновид фактологічного звіту з художніми та документальними елементами». 

Zwangsarbeiter aus den eroberten osteuropäischen Ländern wurden...
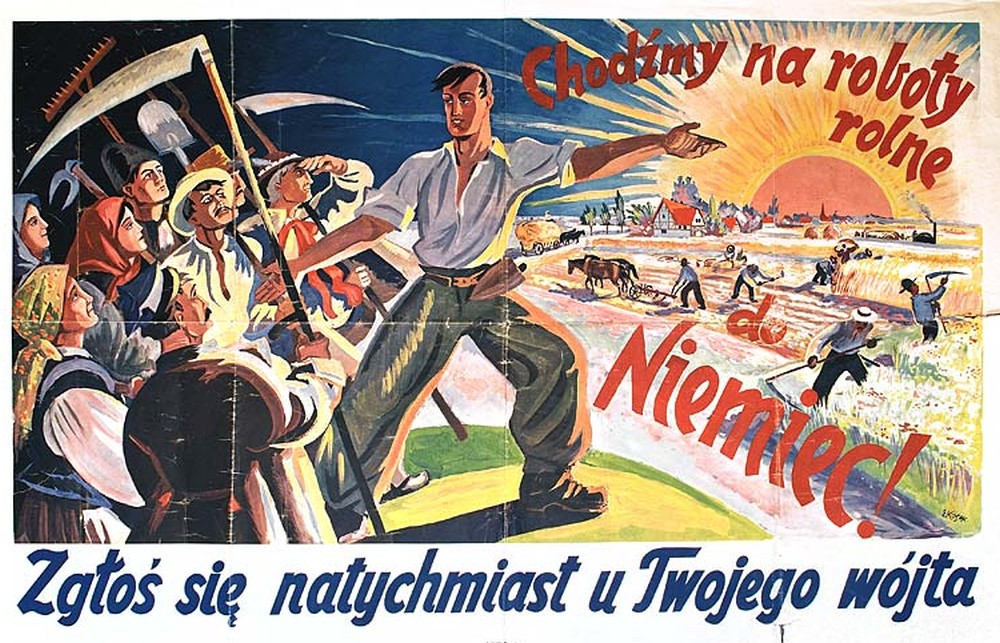
спочатку завербований для пропагандистських цілей,
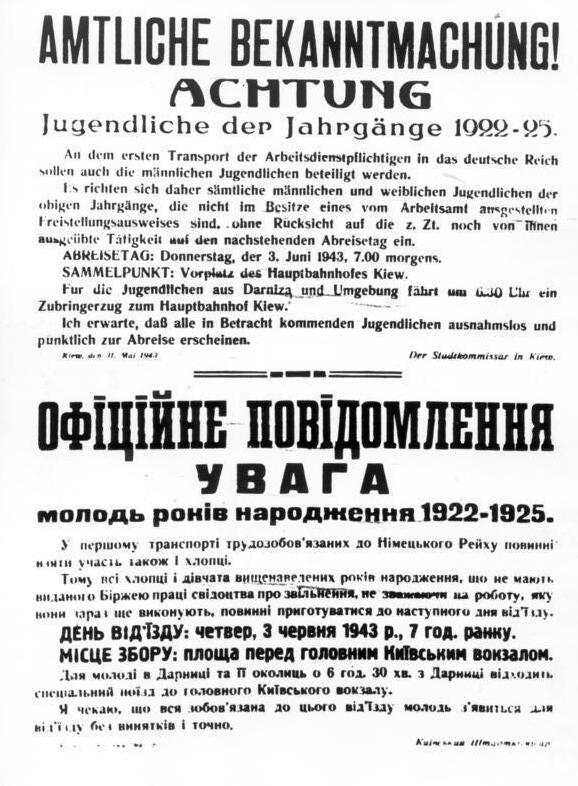
пізніше примусово завербований
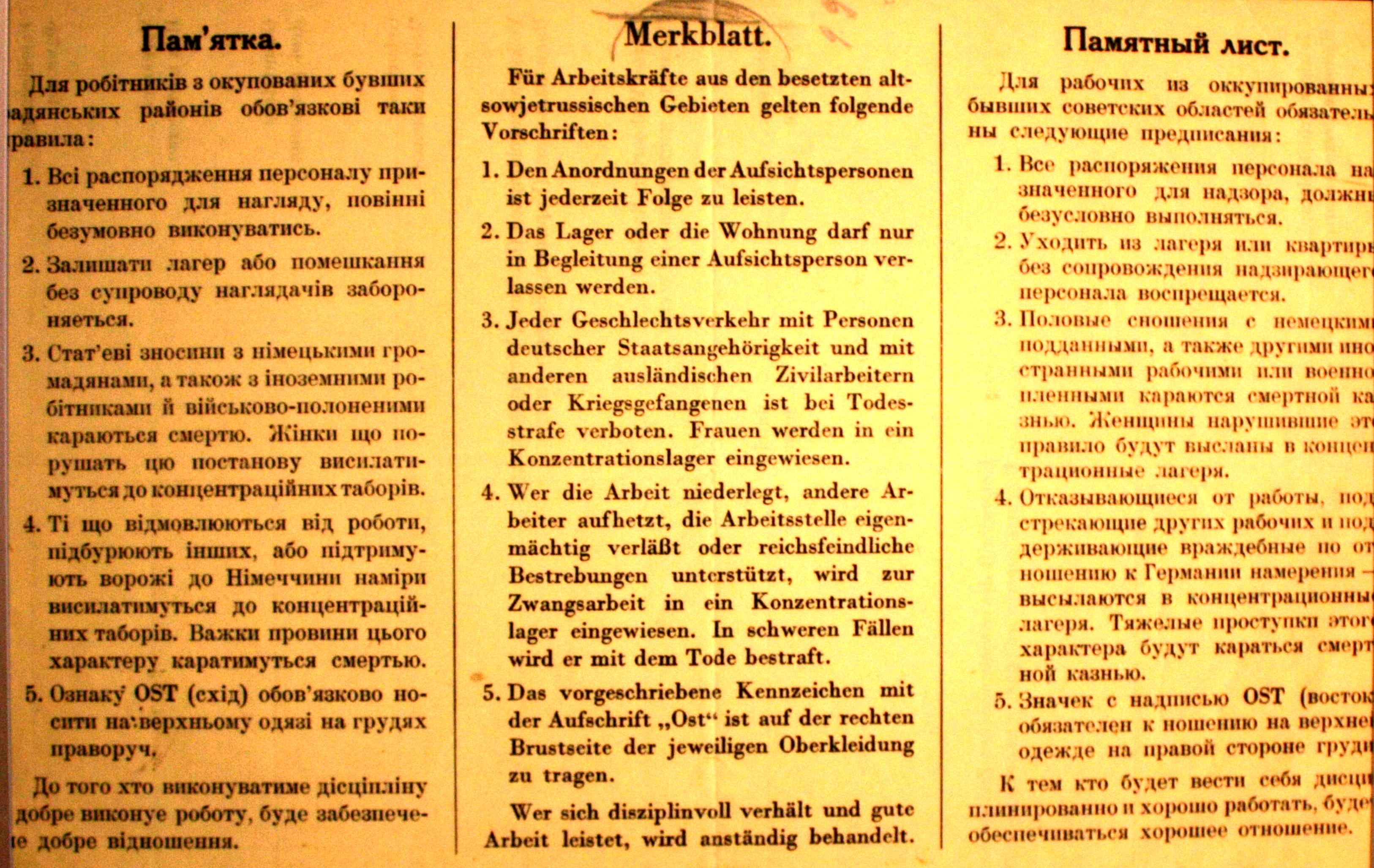
суворо регулюється в Німеччині
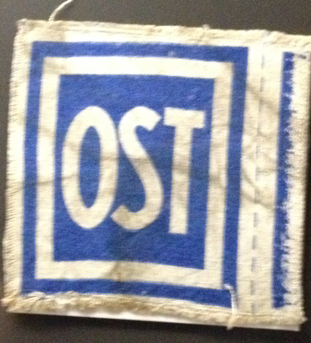
стигматизований .

## Класифікація
«Моя перша книга, яка вийшла кілька десятиліть тому, була чимось на кшталт спроби автобіографії », — пише Водін, маючи на увазі її дебютну оповідь «Скляне місто » 1983 року  . Тільки тоді, через недостатню обізнаність про своє походження та історію, вона насправді не знала свого «життя та його зв’язків». У 20 років вона все ще вірила, що війна почалася на російській землі, і лише коли їй виповнилося 40, вона дізналася, що її батьки приїхали до Німеччини як примусові роботи . Коли вона задумала зробити останню темою нової книги про матір, єдиними особистими документами, які вона мала, були трудова книжка чоловіка Євгенії (тобто Х. її батько) в руках, а за суб'єктивними спогадами - нічого. Її дослідження, яке було плідним в інших аспектах, не могло цього змінити. Що стосується примусової праці, то Водін залежав від історіографії, яка з 1990-х років дедалі більше присвячувала себе цій темі. У « Знаку відмінності » Віталія Сьоміна вона нарешті знайшла довгоочікуваний літературний голос – тільки цей, який її здивував з огляду на мільйони індивідуальних доль.  Водін бере назву свого дебютного оповідання у « Вона знову приїхала з Маріуполя : Скляне місто » — одна з історій, які її мати вигадує спеціально для неї, і доводить, що її мистецтво оповідання — поряд із співом — є найважливішим посагом, який вона дає. своїм дочкам.
У відповідь на неодноразові запити читачів Водін вирішила віддати належне своєму батькові в іншій книзі; він був випущений у 2018 році під назвою Somewhere in this Dark і також замінив попередника ( Once I Live, 1989). Водін також вважає можливим книгу про свою сестру, присвячену « Вона приїхала з Маріуполя », але виключає це ще за життя потенційної героїні .

## Судження
Die katastrophalen Geschichtsbrüche des 20. Jahrhunderts werden in dieser Familienrecherche en miniature verhandelt, ohne großen rhetorischen Aufwand, aber mit existenzieller Wucht.
W. G. Sebald hat dieses erbarmungslose, zielstrebige Vergessen vor Jahren am Beispiel des Bombenkriegs gegen die deutschen Städte beschrieben. Ähnliches – wenn auch auf völlig andere Weise – leistet Natascha Wodin in Sie kam aus Mariupol für die Zwangsarbeiter. Mal hoch emotional, mal erstaunlich kühl und distanziert, auf Grundlage historischer Forschung und persönlicher Erinnerung. Und ohne Scheu, Lücken mit Fantasie und Einfühlungsvermögen zu füllen.

## нагороди
- 2015: Премія Альфреда Дебліна за рукопис « Вона приїхала з Маріуполя ».
- 2017: Премія Лейпцизького книжкового ярмарку в категорії Художня література
- 2017: Премія Августа Графа фон Платена

## витрати
- Наташа Водін: Вона приїхала з Маріуполя . Rowohlt, Reinbeck 2017. ISBN 978-3498073893 .
- Наташа Водін: Вона приїхала з Маріуполя . Rowohlt м'яка обкладинка, Reinbek 2018. ISBN 978-3499290657 .

## деталізації
1. ↑  Paul Jandl (22 березня 2017). Vor Stalin geflohen, bei Hitler gelandet. welt.de. Процитовано 24 жовтня 2021.
2. ↑  Hans-Peter Kunisch (15 березня 2017). Weiße Hände, dunkle Zeit. sueddeutsche.de. Процитовано 24 жовтня 2021.
3. ↑  Wolfgang Schneider (27 лютого 2017). Ratlos im Unrat. tagesspiegel.de. Процитовано 24 жовтня 2021.
4. ↑  Natascha Wodin: Sie kam aus Mariupol. Rowohlt Taschenbuch, Reinbek 2018, S. 36.
5. ↑  Natascha Wodin: Sie kam aus Mariupol. Rowohlt Taschenbuch, Reinbek 2018, S. 37.